# إذخر صغير الغمد
إذخر صغير الغمد (الاسم العلمي:Cymbopogon microthecus) هو نوع من النباتات يتبع جنس الإذخر من الفصيلة النجيلية.